# Zmierzch tytanów
Zmierzch tytanów (ang. Clash of the Titans) – film przygodowy koprodukcji amerykańsko-brytyjskiej z 1981 roku, wykorzystujący grecki mit o Perseuszu. W roli herosa wystąpił Harry Hamlin.

## Fabuła
Akrizjos, król Argos zamyka w trumnie swoją córkę Danaę wraz z wnukiem Perseuszem pod zarzutem cudzołóstwa. I posyła na morze. Bierze na świadków bogów olimpijskich twierdząc, że to nie zbrodnia. Nie wie, że ojcem dziecka jest sam Zeus. Ten wpada w furię. Rozkazuje Posejdonowi uwolnić Krakena, potwora morskiego i ostatniego z Tytanów. Ma zniszczyć miasto i zadbać, aby każdy mieszkaniec zginął. Ale Akrizjosa zabija samemu. Posejdon ma zadbać, by Danae i jej dziecię wylądowali na bezpiecznej wyspie Serifos i wiedli szczęśliwe życie.
Około dwudziestu lat później Zeus skazuje na straszliwe oszpecenie Kaliposa. Za zabijanie każdej żywej istoty. Szczególnie za wybicie latających koni, z których uchował się tylko Pegaz. Na nic zdały się błagania jego matki Tetydy. Miał poślubić księżniczkę Andromedę. Tetyda nie mogła pomóc synowi. Ale umniejszyła jego ból dbając by nikt inny nie tknął nigdy Andromedy. Jej matka Kasjopeja jest królową Joppy. Miasto – ośrodkiem kultu Tetydy. Przemówiła do swoich kapłanów w snach i wróżbach. Nakazując by każdy kandydat do ręki Andromedy musiał rozwiązywać zagadkę indywidualnie dobraną. Kto nie zgadnie, tego zabić. Tymczasem wysłała Perseusza właśnie do Joppy. Wściekłemu Zeusowi uzasadniając tym, że w jego wieku czas udowodnić swoją męskość i poznać trudy dorosłego życia. Zeus kazał Herze sprezentować mu tarczę, Atenie hełm niewidzialności, a Afrodycie miecz. Była to broń na boską miarę. Używając hełmu, Perseusz odkrył, że dusza Andromedy wbrew swojej woli opuszcza ciało nocą, by spotkać się z Kaliposem. Ten wymyśla wciąż nowe zagadki dla zalotników. Andromeda ma dosyć egzekucji i błaga go o uwolnienie miasta z klątwy. Na próżno. Gdy wróciła do pałacu, Perseusz walczy z nim. Za darowanie życia zobowiązuje go do zdjęcia klątwy. Po czym wraca do Joppy i rozwiązuje zagadkę.
Tetyda jednak nie daje za wygraną. Nie może ukarać człowieka, którego chroni sam Zeus. Ale może ukarać tych, których on kocha. I tym sposobem pomści krzywdę Kaliposa.

## Obsada
- Laurence Olivier – Zeus
- Harry Hamlin – Perseusz
- Claire Bloom – Hera
- Judi Bowker – Andromeda
- Maggie Smith – Tetyda
- Burgess Meredith – Ammon
- Susan Fleetwood – Atena
- Tim Pigott-Smith – Thallo
- Ursula Andress – Afrodyta
- Siân Phillips – królowa Kasjopeja
- Jack Gwillim – Posejdon
- Pat Roach – Hefajstos
- Flora Robson – wiedźma stygijska
- Anna Manahan – wiedźma stygijska
- Freda Jackson – wiedźma stygijska

## Plan filmowy

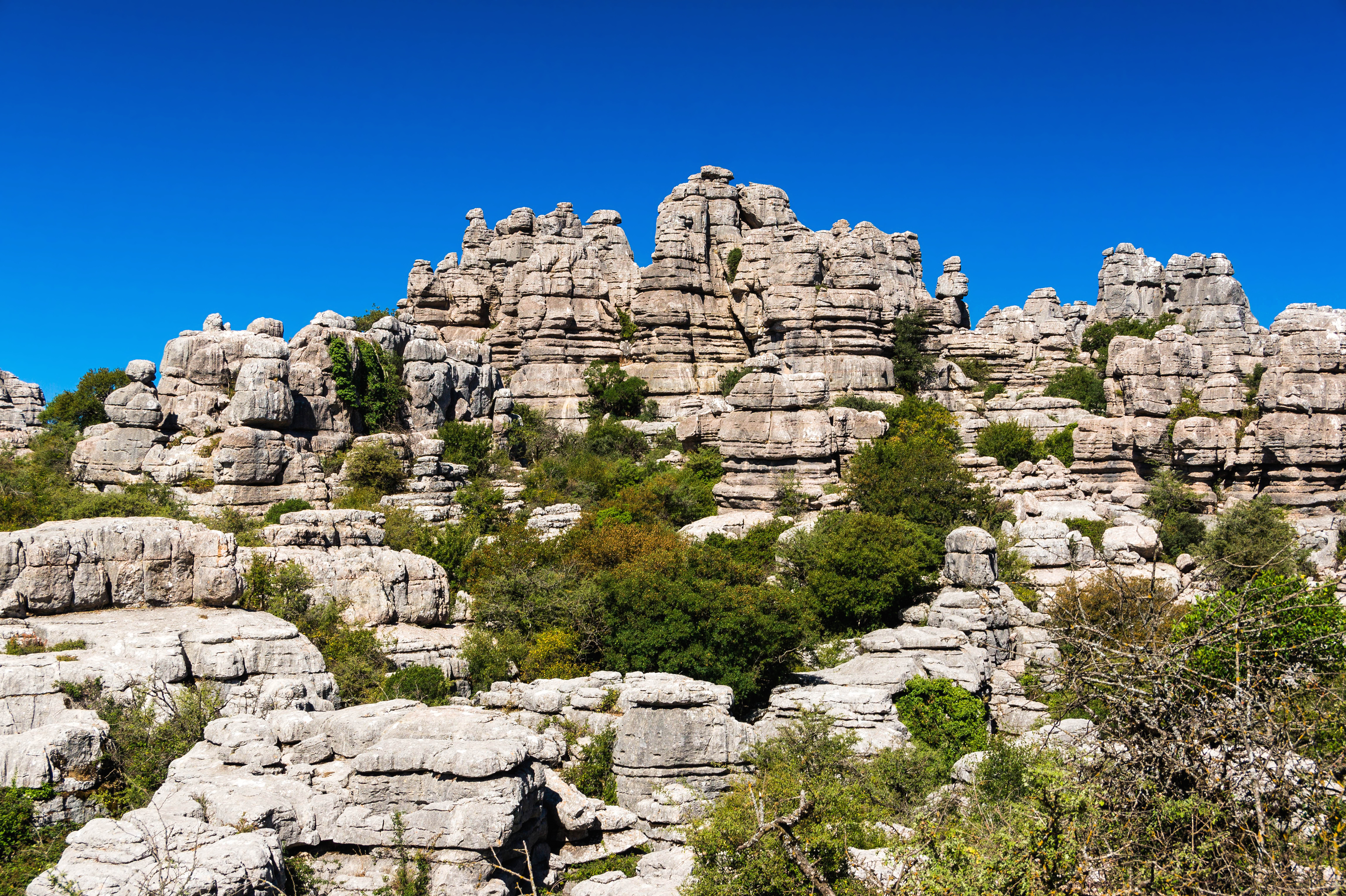
Torcal de Antequera

- Torcal de AntequeraKrasy w rezerwacie Torcal de Antequera posłużyły jako siedziba Wiedźm Stygijskich.

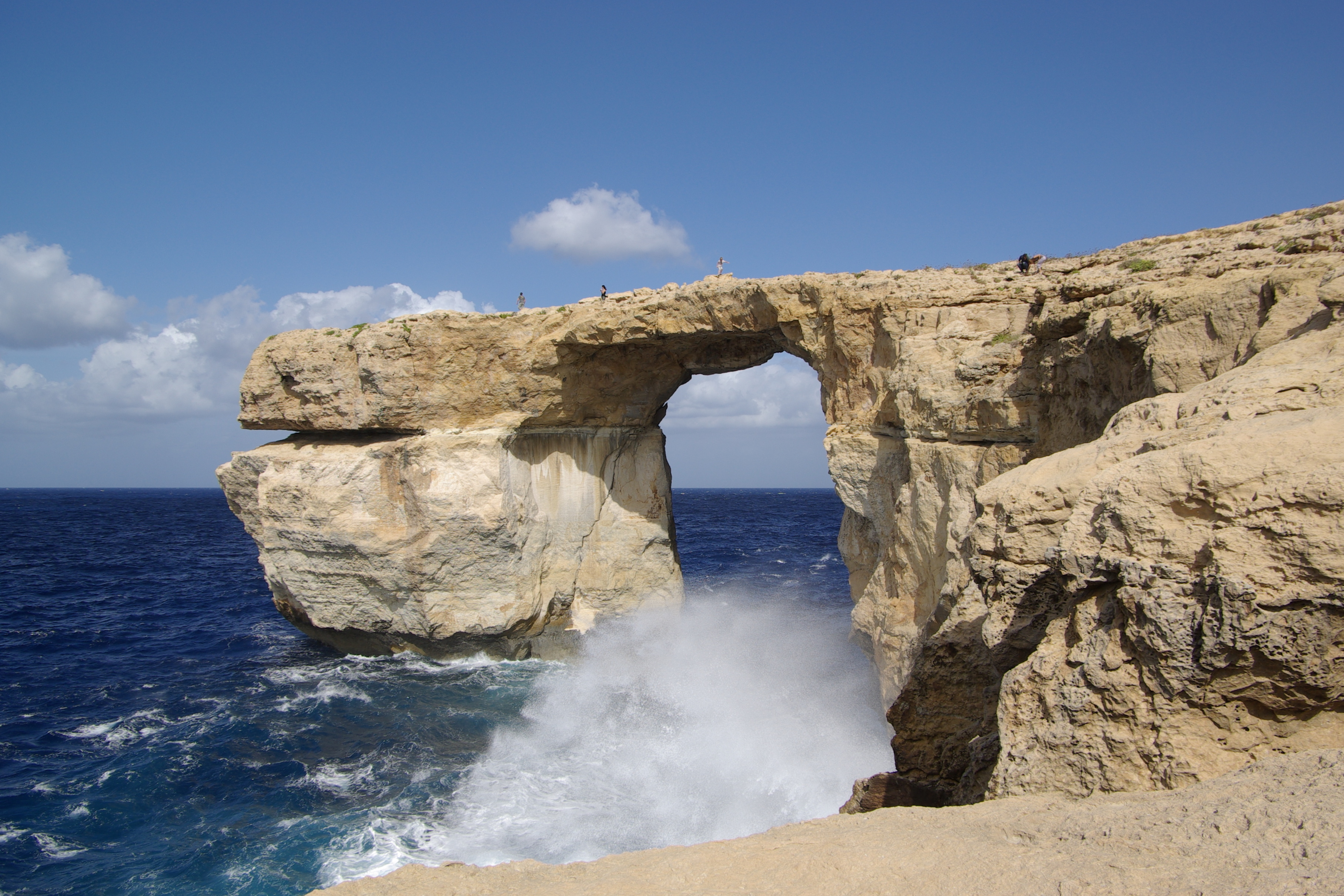
Azure Window (2011)

- Azure Window (2011)Azure Window na wyspie Gozo posłużyło w kręceniu ostatnich scen.

## Nagrody i nominacje
Nagrody Saturn 1981
- Najlepszy aktor drugoplanowy – Burgess Meredith
- Najlepszy film fantasy (nominacja)
- Najlepsze kostiumy – Emma Porteus (nominacja)
- Najlepsza muzyka – Laurence Rosenthal (nominacja)
- Najlepsze efekty specjalne – Ray Harryhausen (nominacja)
- Najlepsza aktorka drugoplanowa – Maggie Smith (nominacja)